# Spartan Arrow
Le Spartan Arrow est un avion britannique biplace biplan construit au début des années 1930 par Spartan Aircraft Limited.

## Histoire
Construit comme un successeur au premier modèle de la société de la Simmonds Spartan, le Arrow était un biplan à deux places avec un fuselage en épicéa et en contreplaqué . Le prototype immatriculéG-AAWY a volé pour la première fois en mai 1930 avec un moteur Cirrus Hermes II. La production des 13 avions qui ont suivi utilisait principalement le moteur de Havilland Gipsy II. 
Un avion a été équipé de flotteurs et a évalué comme un hydravion en 1931, il a été reconverti en un avion terrestre et plus tard vendu en Nouvelle-Zélande. 
Un avion immatriculé G-ABST a été construit pour tester un nouveau moteur Napier refroidi par air (connu plus tard comme le Javelin). Le deuxième prototype immatriculé G-AAWY a également été utilisé par les moteurs de Cirrus Aero comme un banc d'essai moteur. 
La production des Arrow a pris fin en 1933.

## Production
Deux prototypes et 13 avions de production ont été construits à Weston, banlieue de Southampton, et après le 20 février 1931 à East Cowes sur l'Île de Wight.

## Survivants
Un Arrow immatriculé G-ABWP et motorisé par un Cirrus Hermes II (numéro constructeur 78) survit en état de vol, basé à l'aérodrome de Redhill en Angleterre.

## Opérateurs
Ces avions ont opéré pour des clubs d'aviation et usage privé:
 Australie
 Danemark
 Nouvelle-Zélande
 Norvège
 Suède
 Royaume-Uni